# Bonacina (azienda)
Bonacina 1889 è un'azienda italiana di arredamento di design fondata nel 1889 a Lurago d'Erba in provincia di Como. L'azienda è specializzata nella lavorazione del giunco (in inglese rattan).

## Storia
Nel 1889 Giovanni Bonacina, insieme al fratello minore Pietro, fonda a Lurago d'Erba l'azienda "Fratelli Bonacina" e, ispirandosi alla tradizione locale della lavorazione dei cesti, inizia ad applicare all'arredo l'arte dell'intreccio di materiali naturali, come giunco e midollino.
In seguito le strade dei due fratelli si dividono, dando vita a due aziende distinte, la Vittorio Bonacina e la Pierantonio Bonacina.

### Vittorio Bonacina
Tra gli anni Cinquanta e Sessanta Vittorio Bonacina, figlio di Giovanni, con l'azienda omonima inizia a collaborare con giovani progettisti che, in gran parte, gravitano intorno al mondo del Politecnico di Milano. Grazie all'organizzazione delle varie edizioni delle Mostre del Giunco a Lurago d'Erba nel 1958, 1959 e 1961, entrano nei laboratori designer come Mario Bellini, Guido Canella, Raffaella Crespi, Gianfranco Frattini, Franco Bettonica, Roberto Sambonet e Ico Parisi.
Il designer Franco Albini crea con Bonacina le poltrone Gala e Margherita nel 1951, tuttora in produzione e in mostra alla Triennale di Milano. Entrambe le sedute hanno una struttura in giunco con corteccia e canna d'India.
Tra gli altri designer che collaborano con l'azienda verso la fine degli anni cinquanta e sessanta, Franca Helg, che progetta la poltrona Primavera nel 1967, e Giovanni Travasa con la poltrona sospesa Eureka (1958) e le poltrone Eva (1965), Palla (1966) e Foglia (1968). 
Dal 1970 Mario Bonacina, figlio di Vittorio ed egli stesso architetto e designer, affianca il padre in laboratorio proseguendo il rapporto con i numerosi designer. Di grande importanza per l'azienda in questi anni è la collaborazione con Renzo Mongiardino. I pezzi dell'archivio storico degli anni Venti sono rielaborati da Mario Bonacina e Renzo Mongiardino e destinati alle abitazioni di una clientela internazionale di collezionisti e grandi imprenditori tra cui Thyssen, Agnelli, Mondadori. Gli arredi in giunco e midollino prodotti da Vittorio Bonacina diventano uno dei segni distintivi dello stile di decorazione di interni di Marella Agnelli.
Negli anni ottanta continua la collaborazione con i designer importanti come Gae Aulenti, che nel 1984 ha progettato la poltrona MdO' in occasione della trasformazione della stazione d'Orsay in museo.
Degli anni duemila sono le collaborazioni con Mattia Bonetti, Clementine Chambon, Marco Zanuso Jr e Giuseppe Raboni con la poltrona SuperElastica (2007). Nel 2012 entra in azienda la quarta generazione della famiglia Bonacina con Elia Bonacina.

### Pierantonio Bonacina
Dall'altro ramo della famiglia nel 1909 nasce il marchio Pierantonio Bonacina. Con un approccio simile a quello del cugino Vittorio, anche Pierantonio inizia a collaborare con numerosi designer a partire dalla fine degli anni Cinquanta.
Tra i prodotti più rilevanti della storia aziendale vi sono la poltrona Manta di Donato D'Urbino e Paolo Lomazzi, la poltrona Continuum di Gio Ponti, la poltroncina Nastro di Joe Colombo, la poltrona Martingala di Marco Zanuso; il pezzo più celebre e riconoscibile è la poltrona sospesa Egg, di Nanna Jørgen Ditzel, lanciata nel 1957 e rimasta per moltissimi anni in produzione.
Mentre l'azienda Vittorio Bonacina è orientata all'utilizzo primario delle materie prime naturali, giunco e midollino, l'azienda Pierantonio Bonacina negli anni Novanta, guidata dalla terza generazione, si specializza nell'utilizzo di materiali sintetici che tesse e intreccia, parallelamente ai fili di midollino, reinterpretando le lavorazioni e tecniche tradizionali. Si ricordano le collaborazioni con i giovani Franco Bizzozzero e Giuseppe Viganò, il brevetto su Krilon e l'uso di Bopifil, Polypeel e Polycore, a testimonianza del focus sull'arredo per esterni.
Nel 2001 la chaise longue Bikini vince il premio Premio Compasso d'oro per "La persistenza di grande originalità, nell'utilizzo innovativo di un materiale sintetico esclusivo, garantisce all'oggetto flessibilità di posture e di collocazione in interni e in esterni".
Nel 2010 l'azienda viene ceduta al gruppo Matteo Grassi. È dichiarata fallita nel 2014 e l’anno successivo viene acquisita dal marchio Bonacina 1889.

### Bonacina 1889
ll marchio Bonacina 1889 nasce nel 2015, a seguito dall'acquisizione da parte di Vittorio Bonacina dell'azienda Pierantonio Bonacina.
Dal 2017 Bonacina 1889 inizia a trasformare i design del passato realizzati in materiale naturale in nuovi pezzi intrecciati in materiali sintetici appositi per l'esterno. Le tecniche di lavorazione a mano di giunco e midollino rimangono invariate, costituendo un unicum nel panorama italiano e internazionale. Il marchio collabora con importanti studi di architettura e interni contemporanei come Peter Marino, Jacques Grange e Daniel Romualdez.
Il marchio rimane indipendente e mantiene sede di produzione e uffici a Lurago d'Erba.